# Vaux-sur-Lunain
Vaux-sur-Lunain és un municipi francès, situat al departament de Sena i Marne i a la regió de Illa de França. L'any 2007 tenia 197 habitants.
Forma part del cantó de Nemours, del districte de Fontainebleau i de la Comunitat de comunes Gâtinais-Val de Loing.

## Demografia

### Població
El 2007 la població de fet de Vaux-sur-Lunain era de 197 persones. Hi havia 44 famílies, de les quals 8 eren unipersonals (4 homes vivint sols i 4 dones vivint soles), 16 parelles sense fills, 16 parelles amb fills i 4 famílies monoparentals amb fills.
La població ha evolucionat segons el següent gràfic:
Habitants censats

### Habitatges
El 2007 hi havia 83 habitatges, 49 eren l'habitatge principal de la família, 24 eren segones residències i 10 estaven desocupats. Tots els 82 habitatges eren cases. Dels 49 habitatges principals, 45 estaven ocupats pels seus propietaris i 4 estaven llogats i ocupats pels llogaters; 4 tenien dues cambres, 2 en tenien tres, 12 en tenien quatre i 31 en tenien cinc o més. 42 habitatges disposaven pel capbaix d'una plaça de pàrquing. A 17 habitatges hi havia un automòbil i a 30 n'hi havia dos o més.

### Piràmide de població
La piràmide de població per edats i sexe el 2009 era:
| Homes | Edats   | Dones |
| ----- | ------- | ----- |
| 0     | 95 o +  | 4     |
| 0     | 90 a 94 | 16    |
| 16    | 85 a 89 | 12    |
| 4     | 80 a 84 | 8     |
| 4     | 75 a 79 | 4     |
| 4     | 70 a 74 | 4     |
| 8     | 65 a 69 | 8     |
| 8     | 60 a 64 | 4     |
| 0     | 55 a 59 | 4     |
| 4     | 50 a 54 | 4     |
| 0     | 45 a 49 | 0     |
| 4     | 40 a 44 | 0     |
| 8     | 35 a 39 | 8     |
| 4     | 30 a 34 | 8     |
| 4     | 25 a 29 | 8     |
| 0     | 20 a 24 | 0     |
| 0     | 15 a 19 | 4     |
| 0     | 10 a 14 | 4     |
| 8     | 5 a 9   | 8     |
| 0     | 0 a 4   | 4     |

## Economia
El 2007 la població en edat de treballar era de 85 persones, 63 eren actives i 22 eren inactives. De les 63 persones actives 56 estaven ocupades (30 homes i 26 dones) i 7 estaven aturades (2 homes i 5 dones). De les 22 persones inactives 10 estaven jubilades, 7 estaven estudiant i 5 estaven classificades com a «altres inactius».
Activitats econòmiques
Dels 7 establiments que hi havia el 2007, 2 eren d'empreses de construcció, 1 d'una empresa de comerç i reparació d'automòbils, 1 d'una empresa d'hostatgeria i restauració, 1 d'una entitat de l'administració pública i 2 d'empreses classificades com a «altres activitats de serveis».
Els 2 serveis als particulars que hi havia el 2009 eren lampisteries.
L'any 2000 a Vaux-sur-Lunain hi havia 6 explotacions agrícoles que ocupaven un total de 984 hectàrees.

## Poblacions més properes
El següent diagrama mostra les poblacions més properes.